# 俄乌战争中的LGBT社群
俄羅斯聯邦針對LGBT社群的法律措施始於2013年，當時俄羅斯通過一項立法，該法案旨在禁止向未成年人群傳播任何有關LGBT的資訊。俄羅斯政府將LGBT激進主義視為一種社會現象，並認為該現象與俄羅斯傳統價值相悖且源於西方文化。俄羅斯將施加給LGBT社群的壓力解讀為意圖加強國家道德基礎建設。自上述法律通過之後，俄羅斯境內針對LGBT社群的虐待和系統性歧視事件顯著增加；各種團體的攻擊、勒索、搶劫和侮辱案件也已有記錄。此後，俄羅斯陸續頒布和修改了多項針對LGBT社群的法律。2020年，俄羅斯憲法修正案正式禁止同性婚姻。
而自2022年俄羅斯入侵烏克蘭開始，俄羅斯政府針對自由主義傾向群體、同性戀群體及跨性別群體的鎮壓有所加強，同時也加大了對“俄羅斯傳統價值”的宣傳。由此，俄羅斯LGBT權益逐漸面臨限制；而在“保護‘俄羅斯家庭價值’免受西方國家‘侮辱性’影響”的背景下，俄羅斯的國家言論變得更加強硬。俄羅斯總統普京試圖將這次針對性行為描述為一次對“俄羅斯傳統價值”的保衛戰爭。他在演講中指責西方國家宣揚LGBT價值觀，並宣稱性別肯定手術與同性家庭育兒是有辱道德的。2022年7月，俄羅斯通過的一項法律禁止該國醫生進行除治療兒童先天性生理異常外的任何“變性手術”。2022年11月至12月，俄羅斯將2013年制定的《保護兒童免遭反傳統家庭價值觀信息的影響法》進行修訂升級；新法不但全面禁止在俄羅斯境內進行任何形式的“同性戀宣傳”，而且還禁止在俄羅斯公開展示或提及任何“非傳統關係”的內容，包括在電影、書籍、廣告和其他媒體中。2023年11月，俄羅斯聯邦最高法院正式禁止“國際LGBT運動”在該國的活動。
烏克蘭是1991年蘇聯解體後第一個承認LGBT合法的原蘇聯加盟共和國。而在2013年的廣場起義和尊嚴革命後，烏克蘭開始開始全面轉向親歐洲聯盟路線，這也使得烏克蘭國內對LGBT社群的接受度逐步提高。烏克蘭正在尋求成為歐盟成員，因此該國多年來一直都有在舉辦“驕傲遊行”；烏克蘭總統澤連斯基表達了他支持同性婚姻合法化的觀點，但該國整體國情還是對此持保守態度。同時雖然烏克蘭在2015年通過了一項禁止工作場所歧視的法律，但該國對於LGBT權益保護的努力尚未得到公眾的廣泛認可。根據基輔國際社會學研究所的一項研究報告指出，2016年約有60%的受訪者對LGBT族群持消極態度，但這個比例在2022年下降至38%。分析人士和活動家表示這一情況是受到俄羅斯的反同性戀政策、歐洲及西方國家尋求平等與包容的社會運動及烏克蘭社會（尤其是烏克蘭軍隊）對LGBT族群的接受所共同促進的。該報告還指出，即便在對LGBT社群持負面看法的受訪者中，他們對LGBT社群的正面和中立態度以及對平權的支持也有所增加。

## 社會背景

### 俄羅斯
俄羅斯將其反同政策宣揚成一場“俄羅斯傳統價值觀”與“不道德的”、侵略性的西方世界價值觀之間的鬥爭以及俄羅斯政府將俄羅斯人民從錯誤的價值觀中拯救出來的文明使命。在這種背景下，俄羅斯當局將扮演捍衛保守價值觀的堡壘並將俄羅斯塑造成一個傳統的單一性別秩序並擁有嚴格社會等級制度且在宗教佔主導作用的國家。俄羅斯總統普京在2011年至2013年期間使用了這套說辭來回應當時俄羅斯國內針對其選舉舞弊的大規模示威運動，從而確保了他的第三個總統任期。俄羅斯政府的這套價值體系很快就在一系列旨在摧毀該國公民社會、打擊LGBT社群和限制婦女權利的立法舉措中正式化。
2012年，俄羅斯國家杜馬通過一項關於“外國代理人”的法律，而該法隨後便成為俄羅斯當局向獨立非營利組織施壓的工具；而2017年通過的修正案更是將任何有收入源自海外的媒體機構都歸類為“外國代理人”。2013年，俄羅斯通過了一項歧視性法律，該法不僅禁止在未成年人中傳播有關LGBT的信息，並禁止同性婚姻合法化國家的公民收養俄羅斯兒童。由於俄羅斯境內針對LGBT社群的歧視加劇，迫使部分該國的LGBT人士不得不逃離俄羅斯。2017年，俄羅斯當局甚至將未造成家庭成員死亡或嚴重傷害的家庭暴力除罪化。而在宣傳中，俄羅斯將自己塑造成一個在西方文化擴張中的受害者；而相關的公關策略也被用在其國家領導人對2022年入侵烏克蘭的辯解中。
自2013年歧視性法律在俄羅斯出台之後，其境內針對LGBT社群的事實上獲得國家批准的暴力案件持續激增。僅在2021年，俄羅斯LGBT權益組織“俄羅斯LGBT網絡”就處理了超過33,000個源自熱線電話或網絡聊天的求助事件，其中包括330次法律援助和1,200次心理咨詢。而在車臣共和國，自2017年發生在這裡的針對LGBT社群暴力行為已經變成系統性的犯罪；車臣安全部隊綁架了數百名LGBT人士並非法拘留他們，安全部隊向他們的家屬勒索金錢並折磨他們，最後甚至殺害他們。同樣是在2021年，一個活躍於俄羅斯北高加索地區的LGBT救援組織“北高緊急求助”在當年就收到了614份求助；他們最終幫助343人離開該地區，而其中有274人選擇了出國。
2021年，俄羅斯當局開始重點關注其國內的LGBT組織及協助LGBT社群的活動人士並將其中部分列入“外國代理人”名單。在俄羅斯入侵烏克蘭後，俄羅斯國內約四分之一的LGBT社會活動人士選擇出國避難並且有一些LGBT權益組織也宣佈停止活動。

### 烏克蘭
包括盧甘斯克的“我們的世界（Наш світ）”和尼古拉耶夫的“尼古拉耶夫同盟（Лига Николаев）”在內的烏克蘭第一批LGBT組織誕生於1990年代下半葉；而到了2000年代，那些處理LGBT社群的本地及國際組織（這其中包括喬治·索羅斯所建立的“國際復興基金會”）已經成為烏克蘭人權界的重要組成部分。2011年，烏克蘭在國內成立了“反歧視聯盟”，這其中就包括該國主要的LGBT組織。2013年，首屆“平等遊行”在基輔舉行，但這次遊行被當局勒令採取了額外的安全措施；2015年，烏克蘭舉行了第一次允許人們公開參與的“驕傲遊行”。時至2019年，此時烏克蘭國內已有大約8,000人參加當年的同志驕傲活動。而到了2020年，烏克蘭的同志驕傲活動開始從基輔擴散到哈爾科夫、扎波羅熱州、克里沃羅格、赫爾松和敖德薩等其他地區舉行。
在親歐洲聯盟傾向成為烏克蘭社會的主流思想後，其國內開始更加重視保護LGBT社群的權益。2015年，烏克蘭的勞動法中就增加了禁止基於性別認同和性傾向歧視的規定；2018年，LGBT社群獲得了以家庭成員身份向當局報告伴侶失蹤的權力。在烏克蘭當局推行進步政策的背景下，社會上酷兒運動反對者的言論有所軟化，相應的壓力也消失了。俄羅斯仍然是烏克蘭恐同思想的主要來源，在俄羅斯鎮壓2011年至2013年大規模抗議示威運動後，“傳統價值”就成為俄羅斯當局的過譽理念之一。俄羅斯當局試圖在烏克蘭和其他國家推廣其極端保守的思想，並打擊LGBT運動。在親俄的維克托·亞努科維奇的領導下，烏克蘭政府三度向最高拉達提交一份類似俄羅斯“同性戀宣傳法”的法案並希望獲得通過。
儘管烏克蘭社會對於LGBT社群的接受度在逐年提高，但根據調查，烏克蘭人仍有相當多的一部分人對LGBT社群持負面評價。 持右翼或極右翼立場的烏克蘭人認為LGBT社群一邊向國家索要特殊權利，另一邊卻在逃避對國家的義務，例如在俄烏戰爭中選擇保家衛國。在此背景下，“LGBT軍事組織（Военные ЛГБТ）”在2018年成立，該組織旨在為烏克蘭武裝部隊中的LGBT人士發聲，鼓勵他們公開談論自己的身份。這是東歐第一個此類組織；截至2022年，該組織聯合了約200名具有戰斗經驗的LGBT活動人士。由於LGBT軍事組織的努力，在2022年俄羅斯入侵烏克蘭後，烏克蘭國內關於擴大LGBT社群權益的討論中一個有力的論點便是LGBT人士與其他烏克蘭人民一同在抵禦敵人的入侵。

### 被佔地區
頓巴斯地區並非大眾認知裡的保守地區，相反這裡一度是烏克蘭國內對LGBT最為寬容的地區。該地區擁有一個發達的由LGBT權益組織、HIV服務中心及同性主題夜店所構建的LGBT社群網絡。根據人權組織“我們的世界”在2000年的一份研究指出，頓巴斯地區的LGBT社群中的出櫃比例達到了14.9%，僅有烏克蘭南部地區比這個數據稍高。但在親俄的分離主義份子佔領該地區後，形勢發生了翻天覆地的變化，恐同思想開始佔據主流思想。在頓涅茨克和盧甘斯克地區的被佔領土上，系統性的迫害甚至是針對LGBT人士的有專門搜捕開始了；他們遭到毆打、凌辱、綁架、施以酷刑、強迫勞動，甚至殺害等。2015年，頓涅茨克人民共和國與盧甘斯克人民共和國兩個傀儡政權照搬俄羅斯的“同性戀宣傳法”而制定了本國的類似法律。當地的LGBT組織很快就被當局依據此法被鎮壓，而LGBT人士則紛紛逃離該地區。
自蘇聯時代開始，克里米亞的錫梅伊茲就一直是熱門的LGBT旅遊目的地，儘管當時的法律規定肛交屬於刑事犯罪。而在蘇聯解體後，這裡依然是整個前蘇聯疆域內最大的LGBT度假勝地。而塞瓦斯托波爾則經營著兩家對LGBT族群友好的酒吧與夜店。LGBT活動人士及組織深度參與了克里米亞的公共生活。 在俄羅斯吞併克里米亞之後，那些歧視性的俄羅斯法律也得以在該地區實施；而該地區的新領導人也常常表達對LGBT族群的仇恨言論。當地針對LGBT族群的暴力案件在與日俱增，其中還包括“西羅維基們”所實施的暴力犯罪。依據“紀念”組織的紀錄顯示，克里米亞的警察們用酷刑折磨LGBT及其他弱勢群體人士以逼迫他們將自己的房產“贈送”給這些警察。約有10,000名原本居住在克里米亞的LGBT人士陸續逃離了該地區。

## 戰時舉措

### 俄羅斯
2022年2月24日，俄羅斯總統普京在電視講話中表示，捍衛“傳統價值”的需要成為俄羅斯入侵烏克蘭的理由之一。在俄羅斯政府的政治宣傳中，LGBT權益、女性主義、多元文化主義等歐洲價值不僅與俄羅斯社會的理想相悖，更是成為直接威脅俄羅斯存亡的關鍵。同年3月6日，東正教現任莫斯科及全俄羅斯牧首基里爾在基督救世主主教座堂講道時將俄羅斯入侵烏克蘭與保護被佔領的頓涅茨克和盧甘斯克地區免受同志驕傲遊行聯繫起來；他將同志驕傲遊行視為通往西方世界的通行證。研究人員認識到俄羅斯侵略烏克蘭的根源在於其帝國主義本質；他們也將這次入侵稱為第一次“文化戰爭”——文化和社會話語權爭端的表現，這涉及到性別議題、家庭價值和LGBT權益等諸多問題。
俄羅斯的政治宣傳會嘲諷烏克蘭軍隊中的LGBT族群，譏笑這是烏克蘭軍隊“墮落”的標誌。
2023年11月30日，俄羅斯聯邦最高法院宣佈將“LGBT運動”列為極端主義組織名單，同時禁止國內LGBT社群進行任何形式的國際公共活動。

#### 歧視立法
在俄烏戰爭全面爆發的背景下，俄羅斯當局針對LGBT社群的鎮壓明顯加劇。引發俄羅斯政界討論LGBT的原因來自於一本名為《仲夏紅領巾》的耽美小說風靡俄羅斯，該書講述了蘇聯時代一對蘇聯少年先鋒隊男孩之間的柏拉圖式浪漫愛情。2022年5月22日，俄羅斯政治宣傳員扎哈爾·普裡列平讓普通民眾也關註到了這本小眾書籍；隨即在7月18日，一項要求禁止“否認家庭價值”的立法草案被提交到國家杜馬，提案者稱俄羅斯社會對非傳統價值的認可會對俄羅斯人口和經濟的增長構成威脅。
2022年11月，俄羅斯總統普京簽署新版法案，該法案禁止在廣告、書籍、電影及其他任何形式的媒體中宣傳有關LGBT、戀童、變性等內容。為此書店與圖書館都被迫對自己所有的書籍進行審核，而針對的書籍不僅僅是LGBT題材的作品。同年12月，遊戲行業和流媒體行業也跟進審查制度，紛紛在各自的作品中刪除酷兒角色。而在這樣的風氣下，也有一些俄羅斯公民因為光顧夜店，或部分學校教師、LGBT家庭成員的活動被人誣陷為“宣傳LGBT”。
2023年6月，普京下令指示謝爾佈斯基社會與司法精神病學國家科學中心成立一個專門的研究所用於“研究LGBT社群行為”。《美杜莎報》指出俄羅斯當局的這個決定可能使得“LGBT迴轉治療”將在俄羅斯國內合法化，而“LGBT迴轉治療”早已被認定為一種偽科學。聯合國性傾向與性別認同獨立專家在其2020年的報告中將這種“療法”等同於酷刑，並呼籲聯合國人權理事會禁止在全球任何一個國家開展這種“治療”。同年7月，《禁止變性法》在俄羅斯國內生效。該法不但禁止俄羅斯公民通過外科手術變更自己的性別並修改其身份文件中的原有性別標識，同時還禁止跨性別者在俄羅斯收養或監護兒童，並且還規定若婚姻雙方中有任何一方變更性別則原婚姻關係自動失效。

#### 迫害LGBT
烏克蘭人權組織“我們的世界”記錄了大量俄羅斯軍隊針對烏克蘭LGBT社群的恐同暴力案件，這其中包括毆打、搶劫、非法拘禁、性暴力、謀殺未遂等。同時俄羅斯入侵烏克蘭也進一步加劇了烏克蘭被佔地區LGBT社群的生存狀態，包括頓涅茨克、盧甘斯克、克里米亞在內的被佔區都爆發了事實上獲得被佔區當局所批准的針對LGBT社群暴力案件。這些案件的受害者有同性戀者，但也有因為身上有穿孔或頭髮、指甲顏色等任何可能讓人聯想到LGBT社群印象外貌的人。人權活動人士沮喪地意識到在這次戰爭中記錄針對LGBT社群的戰爭罪行有非常大的難度，因為受害者往往會因為對國家的不信任和畏懼面對社會的恐同態度而不敢報告這些案件。

### 烏克蘭
烏克蘭的LGBT社群除了像其他烏克蘭公民那樣承擔兵役並在戰場上保家衛國外，其他未服役的LGBT社群人士或組織則積極參與人道主義項目，幫助疏散和接收因戰爭而流離失所的人，並籌集資金購買必要的軍事裝備。

#### 態度改善
俄羅斯入侵烏克蘭的後果之一就是導致烏克蘭社會對LGBT社群的接受度提高。促進這一改變的催化劑在於LGBT軍事人員積極參與烏克蘭的國防動員，媒體和LGBT組織“LGBT軍事（Военные ЛГБТ）”都證實了這一說法。同時原本藏匿於烏克蘭武裝部隊中的LGBT人士也越發頻繁地公開露面，並且烏克蘭的軍隊將領也開始壓制軍隊中的恐同言論。部分烏克蘭軍隊中的LGBT士兵會使用彩虹或獨角獸標誌來表明自己的身份，藉此來反諷烏克蘭軍隊排斥同性戀的刻板印象。
其他影響烏克蘭社會主流對LGBT社群態度改善的因素還有烏克蘭目前所奉行的親歐洲路線及在價值觀層面將民主烏克蘭與獨裁俄羅斯對比的心態；在俄羅斯，同性戀恐懼、跨性別恐懼、性別歧視和其他仇外心理已經成為其社會的主流意識形態。根據美國國際民主協會在2023年1月進行的一項調查顯示，58%的烏克蘭人同意LGBT人士應該與其他公民享有同樣的權利。而根據基輔國際社會學研究所的研究報告，從2016年到2022年，烏克蘭國內對LGBT社群持負面態度的人數下降了一半多，從60.4%減少至38.2%；而同情LGBT社群的人數則激增了四倍，從3.3%上漲到12.8%；但表示不關心的人數也增加了50%，從30.7%增長到44.8%。同時這份報告也指出，烏克蘭人中支持LGBT社群與順性別者享有同樣權利的人數增加了一倍，從33.4%增至63.7%；而即便是對LGBT社群持負面態度的人群中，也有一半的人表示支持LGBT平權。

#### 法律認可
烏克蘭邁向同性婚姻合法化的一個重要步驟就是當局將民事伴侶註冊議題重新納入到政治討論的范疇中。此事的推動契機源於烏克蘭總統官方網站上的請願書，請願發起者要求給予LGBT人士組建家庭和獲得官方文書認可的資格。這將是對LGBT軍事人員的莫大支持，因為他們的伴侶將獲得重症監護權以及在他們瀕臨死亡時的醫療決定權或在身亡後對尸體的處理權，同時還將簡化他們的伴侶獲得賠償及相關福利的程序並繼承，以及對他們共同撫養孩子親權繼承或獲得監護權的可能性。在一個半月內，該請願書達到了提交總統審議的25,000票門檻。2022年8月，烏克蘭總統澤連斯基指示總理傑尼斯·什梅加爾考慮同性伴侶關係合法化的問題。
2023年3月，烏克蘭最高拉達通過了一項“註冊伴侶法案”以供審議，該法案由LGBT組織“烏克蘭支點（Точка опоры ЮА）”及拉達議員因娜·索夫松共同起草。儘管這一法案的通過並不意味著烏克蘭同性婚姻的合法化，但卻代表著烏克蘭LGBT伴侶可以正式確立他們的伴侶關係；同時這種註冊伴侶關係也對所有烏克蘭公民開放。支持該法案的人士表示在戒嚴期間不宜修改憲法條文，而該國的憲法將婚姻定義為“基於一男一女的自由意願”。
但是在俄羅斯入侵烏克蘭的背景下，LGBT社群還是發現他們的地位變得越發弱勢起來。在戰爭開始後的最初幾個月，烏克蘭的跨性別者面臨激素替代療法藥物的短缺，雖然該問題由於國際組織的介入而緩解。此外由於烏克蘭政府在實施戰爭動員的時候禁止18歲至60歲的男性公民離境，因此那些尚未完成而合法性別過渡而在其身份證件保留“男性”身份的跨性別女性公民也無法離開烏克蘭。儘管烏克蘭在2010年代為前蘇聯地區的跨性別者創造了一些有利條件，但想要豁免兵役卻還需要經過繁瑣的官僚程序。